# U.S. Highway 97
Der U.S. Highway 97 ist eine Nord-Süd-Verbindung im Westen der Vereinigten Staaten. Sie beginnt an der Interstate 5 in Weed im Bundesstaat Kalifornien, führt durch Oregon und endet schließlich am British Columbia Highway 97 an der kanadischen Grenze im Bundesstaat Washington. Ein Teil der Strecke in Kalifornien und Oregon gehört zum Volcanic Legacy Scenic Byway. Seine Gesamtlänge beträgt 1067 Kilometer.
In die Straße mündet der U.S. Highway 197 zwischen Shaniko und Dallesport.

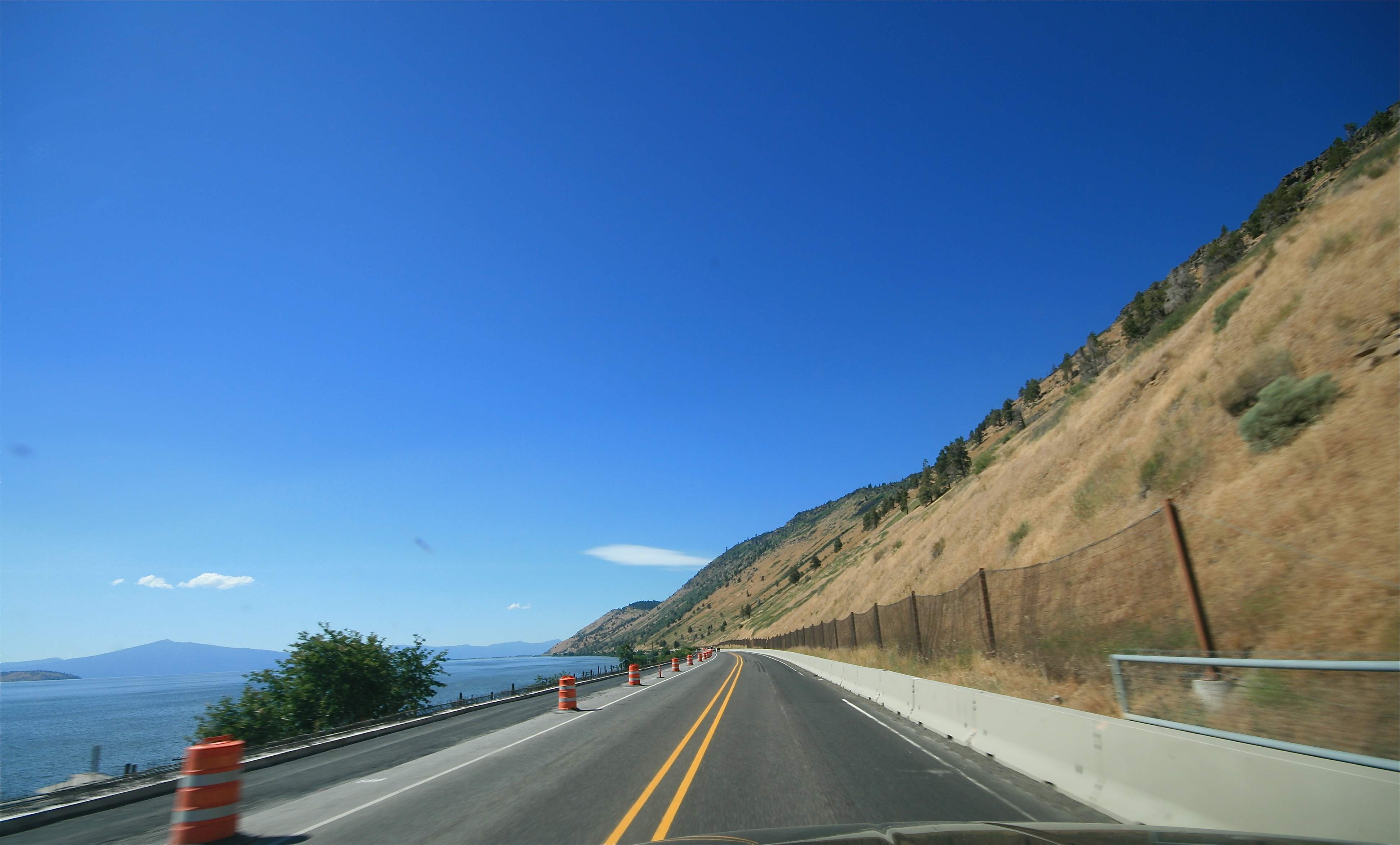
Highway 97 an der Küste des Upper Klamath Lake
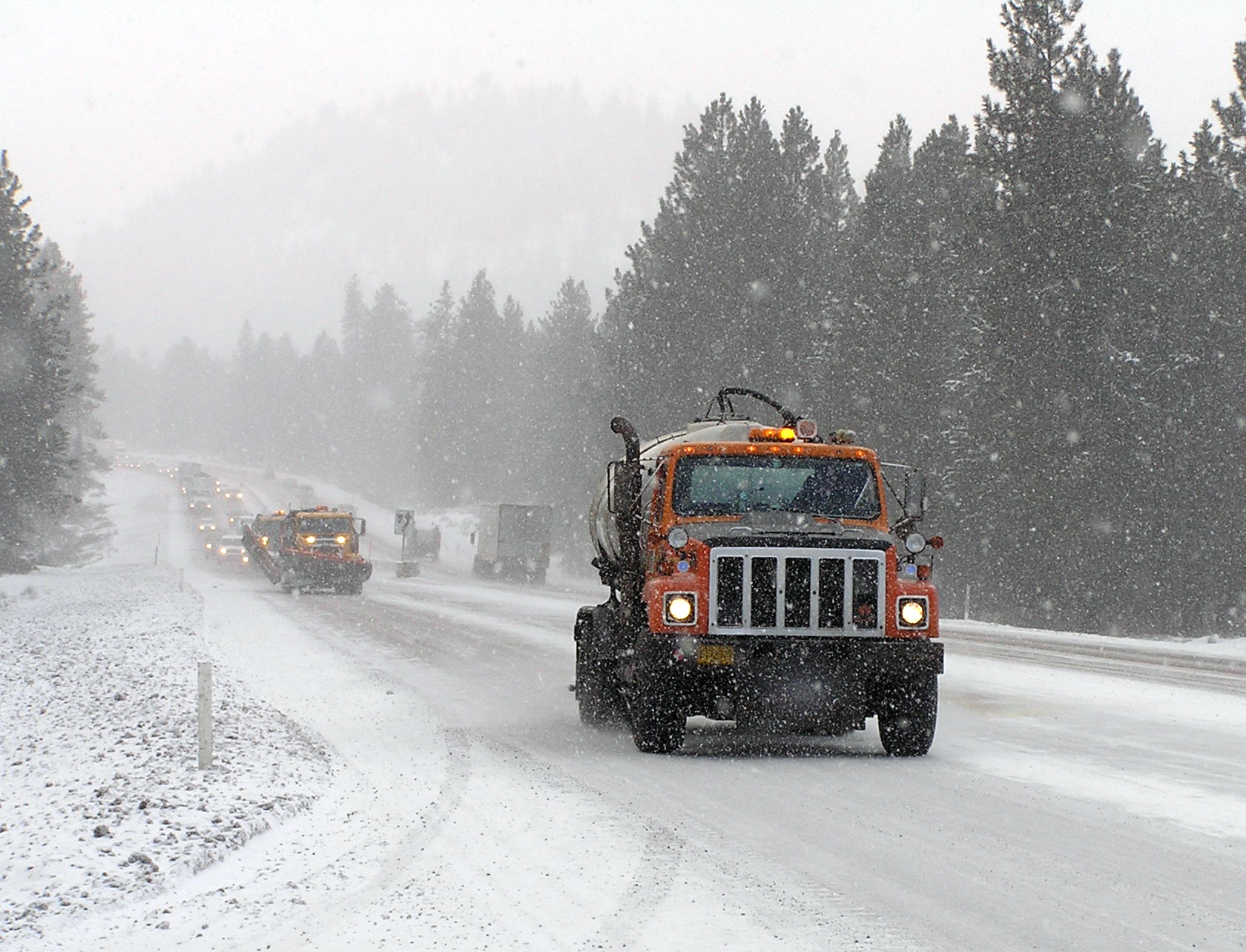
Winterdienst auf dem Highway 97, südlich von Bend
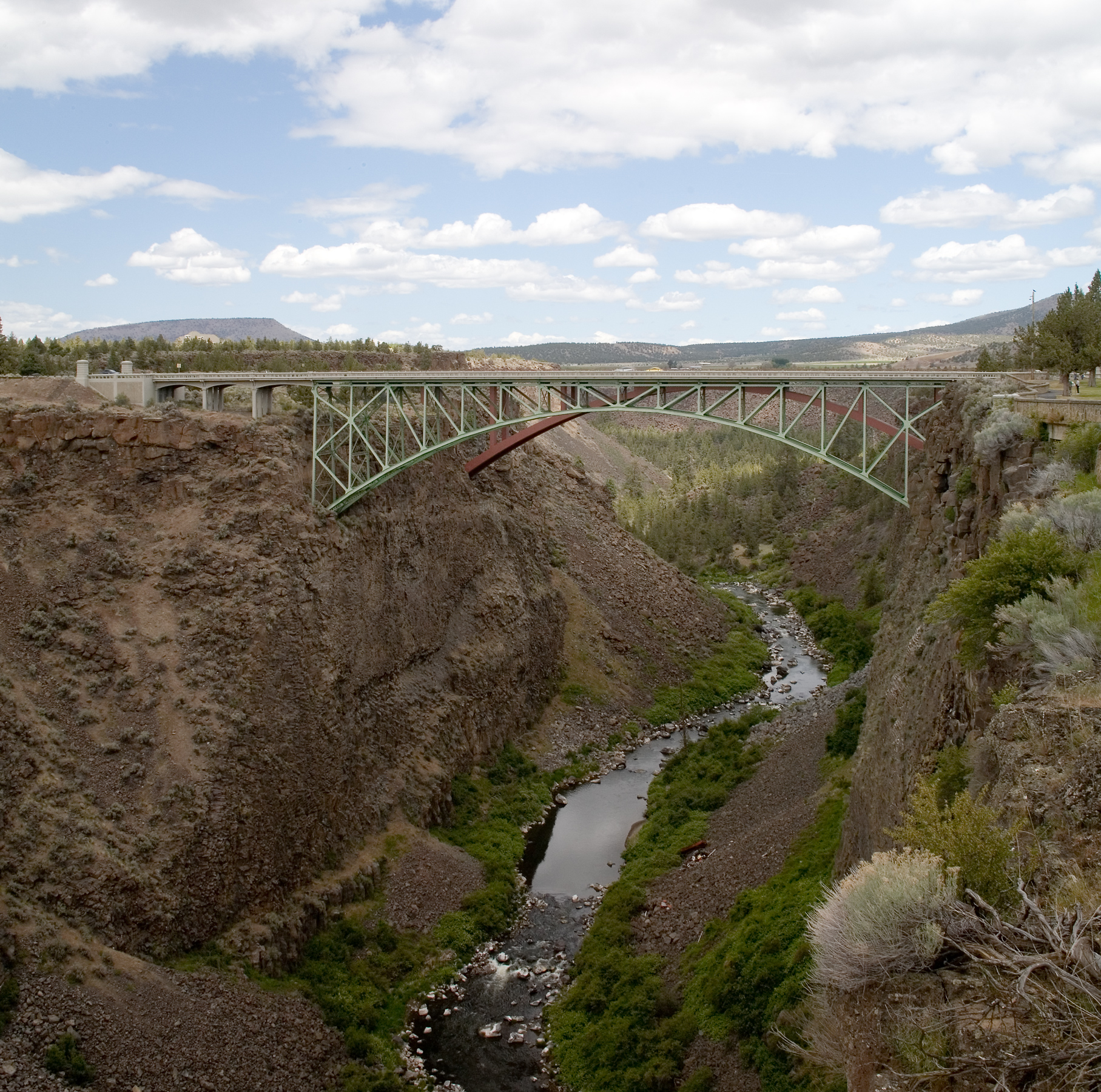
Crooked River High Bridge und Rex T. Barber Bridge im Jefferson County
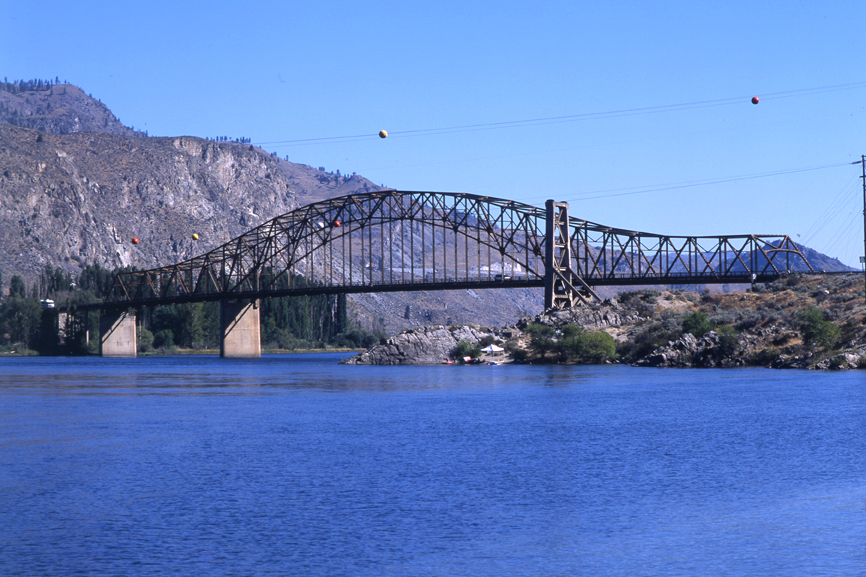
Beebe Bridge über den Columbia River in Washington